# Bogside
Bogside ist ein von irischen Republikanern und Nationalisten bewohnter Bezirk außerhalb der historischen Stadtmauer von Derry, Nordirland. Die Gegend war ein Brennpunkt vieler Ereignisse während des Nordirlandkonfliktes (der sogenannten „Troubles“) – von der Schlacht der Bogside 1969 über den Blutsonntag 1972 bis heute.
Als Touristenattraktionen gelten die Murals genannten elf großen Giebelwandbilder, die sich über die ganze Länge der Rossville Street ziehen und als Hommage an die Leiden gedacht sind, die im Kampf um die Menschenrechte überstanden werden mussten.
Das Wahrzeichen der Bogside ist die „Free Derry Corner“. Im Januar 1969 wurde dort, am Eingang zum Viertel (Ecke Lecky Road und Fahan Street), von Einwohnern der Bogside der Slogan (beziehungsweise die Warnung an die Sicherheitskräfte) „You are now entering Free Derry“ auf eine Giebelwand geschrieben. Von dem ehemaligen Gebäude steht heute nur noch die Hauswand mit dem Slogan. Alljährlich wird die Giebelwand passend zu verschiedenen Anlässen neu gestrichen und umdekoriert – zum Beispiel wurde sie im Juli 2007 anlässlich der „Foyle Pride Week“ pink gestrichen. Foyle ist der Fluss in Derry.
Ebenso berühmt sind die Gasyard Feile, ein jährliches Musik- und Kunstfestival.

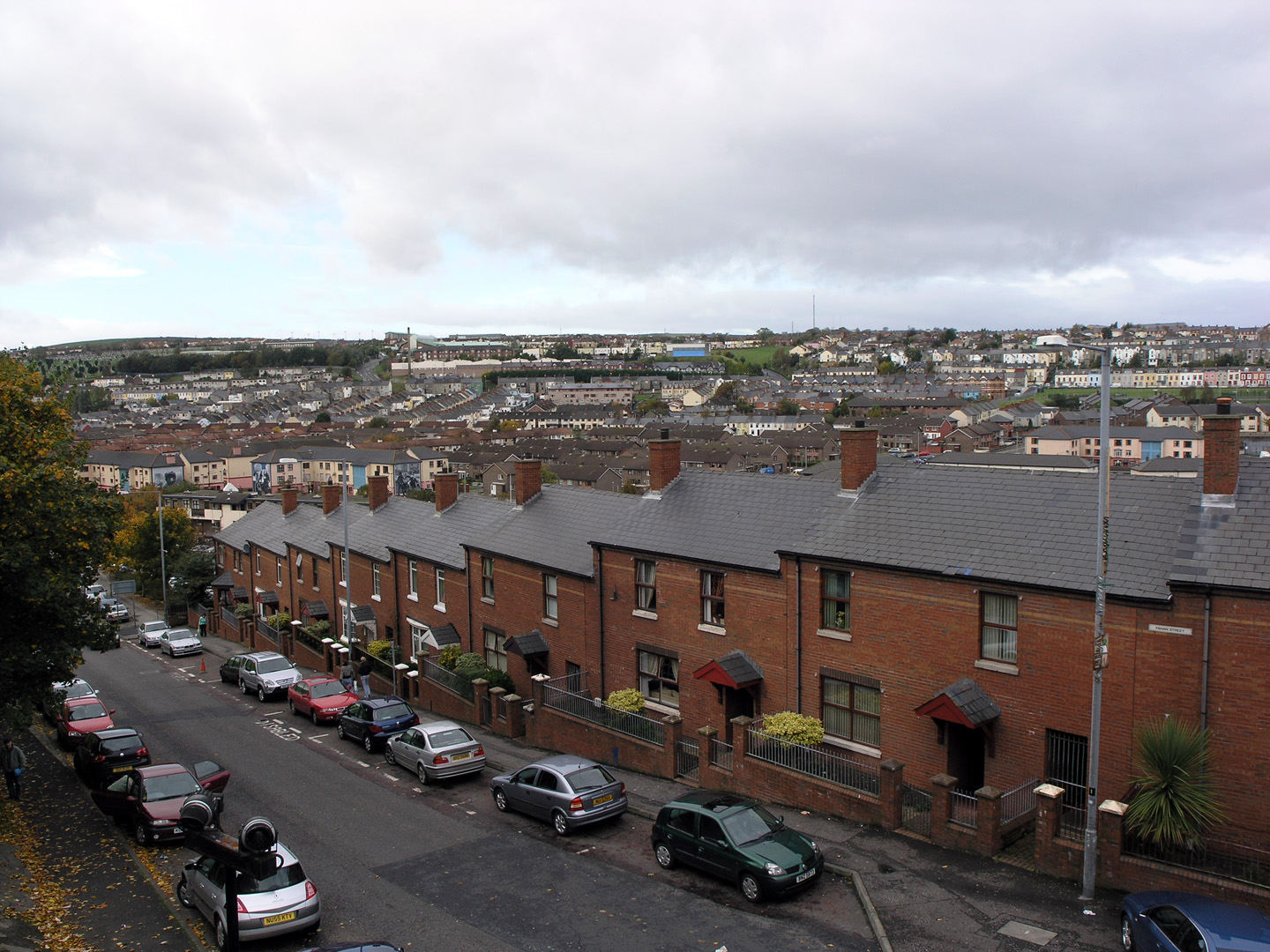
Die Bogside, Blick vom Eingang in Richtung Stadtmauer
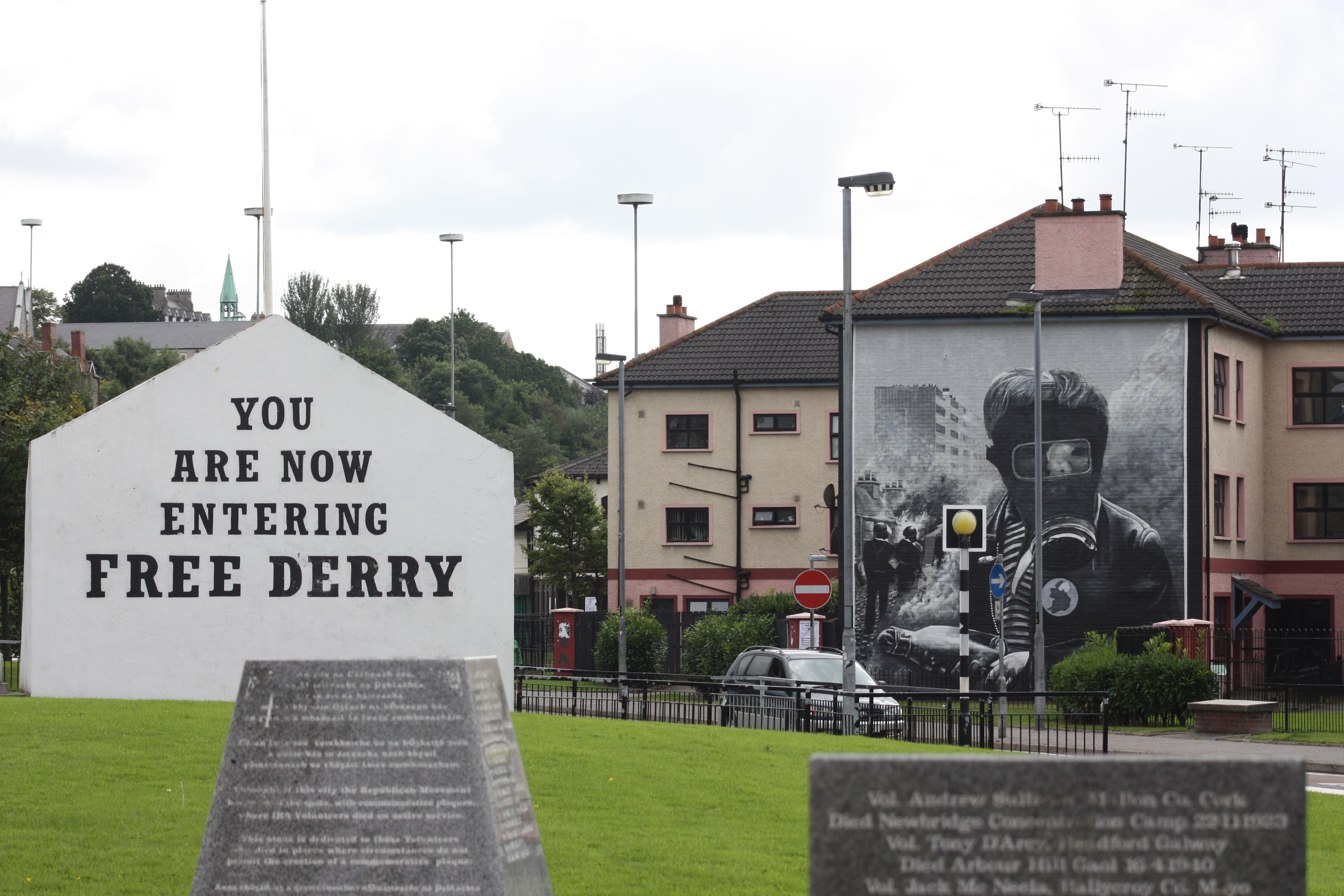
Wandbild des jungen Jimmy Porters, ein Widerstandskämpfer während der Unruhen im August 1969 mit Gasmaske und Molotowcocktail zudem erkennt man an seiner Jacke einen Umriss von Nordirland. sowie Wandbild – „Sie betreten das freie Derry“
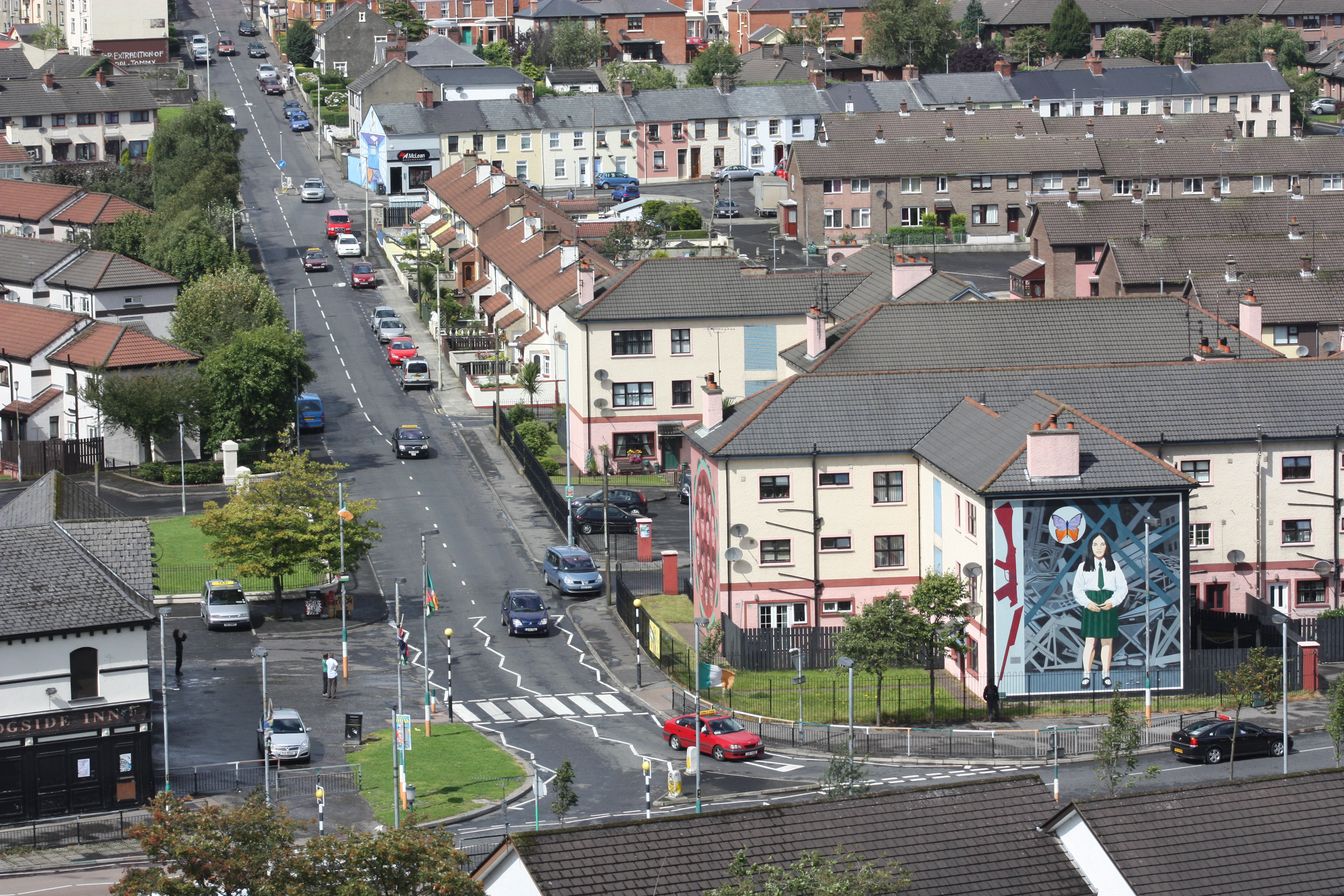
Wandgemälde zur Erinnerung an die Unruhen in der Bogside 1969 und in den 1970ern
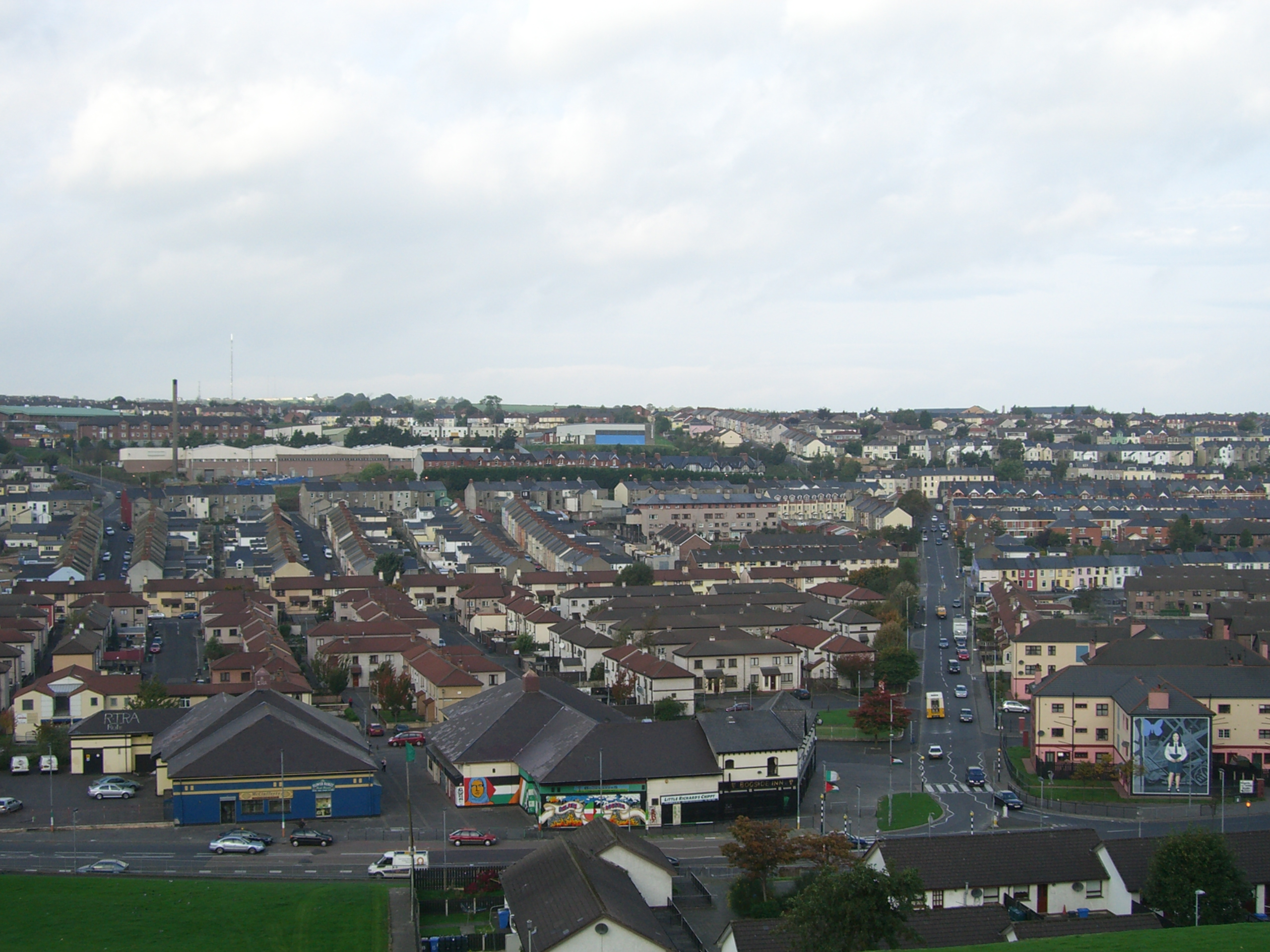
Rossville Street und die Bogside, Blick von der Stadtmauer